# سمسار (فلم)
سمسار (بالكورية: 브로커) هو فيلم دراما كوري جنوبي من إخراج هيروكازو كورئيدا. ومن المقرر إصداره في 8 يونيو 2022.

## القصة
تدور القصة حول رجل سمسار يدير مساحة مجهولة تدعى "صناديق الأطفال"وهي مساحة يمكن للوالدين فيها التخلي عن أطفالهم حديثي الولادة الذين لا يستطيعون رعايتهم. فيخوض رحلة غير متوقعة مع أم طفل لا يعرف سبب تركها لطفلها للعثور على آباء جدد له وتتبعهم محققة لكشف صفقتهم.

## الجوائز والترشيحات
| قائمة الجوائز والترشيحات | قائمة الجوائز والترشيحات | قائمة الجوائز والترشيحات | قائمة الجوائز والترشيحات | قائمة الجوائز والترشيحات |
| الجائزة                  | الفئة                    | المستلم                  | النتيجة                  |                          |
| ------------------------ | ------------------------ | ------------------------ | ------------------------ | ------------------------ |
| مهرجان كان السينمائي     | السعفة الذهبية           | سمسار                    | رُشِّح                      |                          |
| مهرجان كان السينمائي     | أفضل ممثل                | سونغ كانغ هو             | فوز                      |                          |

## روابط خارجية
- مقالات تستعمل روابط فنية بلا صلة مع ويكي بيانات